# Suzanne Sauvet
Suzanne Sauvet (Prades, Pirineos-Orientales, 1944-París, junio de 1998) fue una estudiosa francesa de la semiología del pintura rupestre paleolítica. 

## Biografía
Suzanne Sauvet aunque profesionalmente era enfermera en 1974 visitando Altamira surgió en ella la fascinación por la semiología prehistórica.
Después continúo viendo otras cuevas en España tanto en Cantabria como en el Levante. Influenciada por el estructuralismo de Saussure y el estudio de los signos de André Leroi-Gourhan descubre en 1980 nuevos grabados en la Cueva de La Griega de Segovia y publica sus hallazgos en 1983 junto a Georges Sauvet, su marido:
Sauvet, Suzanne; Georges (1978). Por una interpretación semiológica del Arte Rupestre Cuaternario. Análisis de un corpus de datos. 
A partir de esta documentación se evidencia que el arte paleolítico tiene un sistema en el que cada animal debe ser considerado como un signo, en el que  recogen el análisis de la distribución del arte paleolítico en las cuevas y cuántas veces se utilizan los temas. Concluyen que se puede constatar que el bisonte impone la elección de los animales que le acompañan, que la presencia de un caballo no tiene influencia Después de esta publicación Suzanne Sauvet no vuelve a colaborar en artículos académicos por considerarlos muy teóricos.